# Tomasz Lipnicki

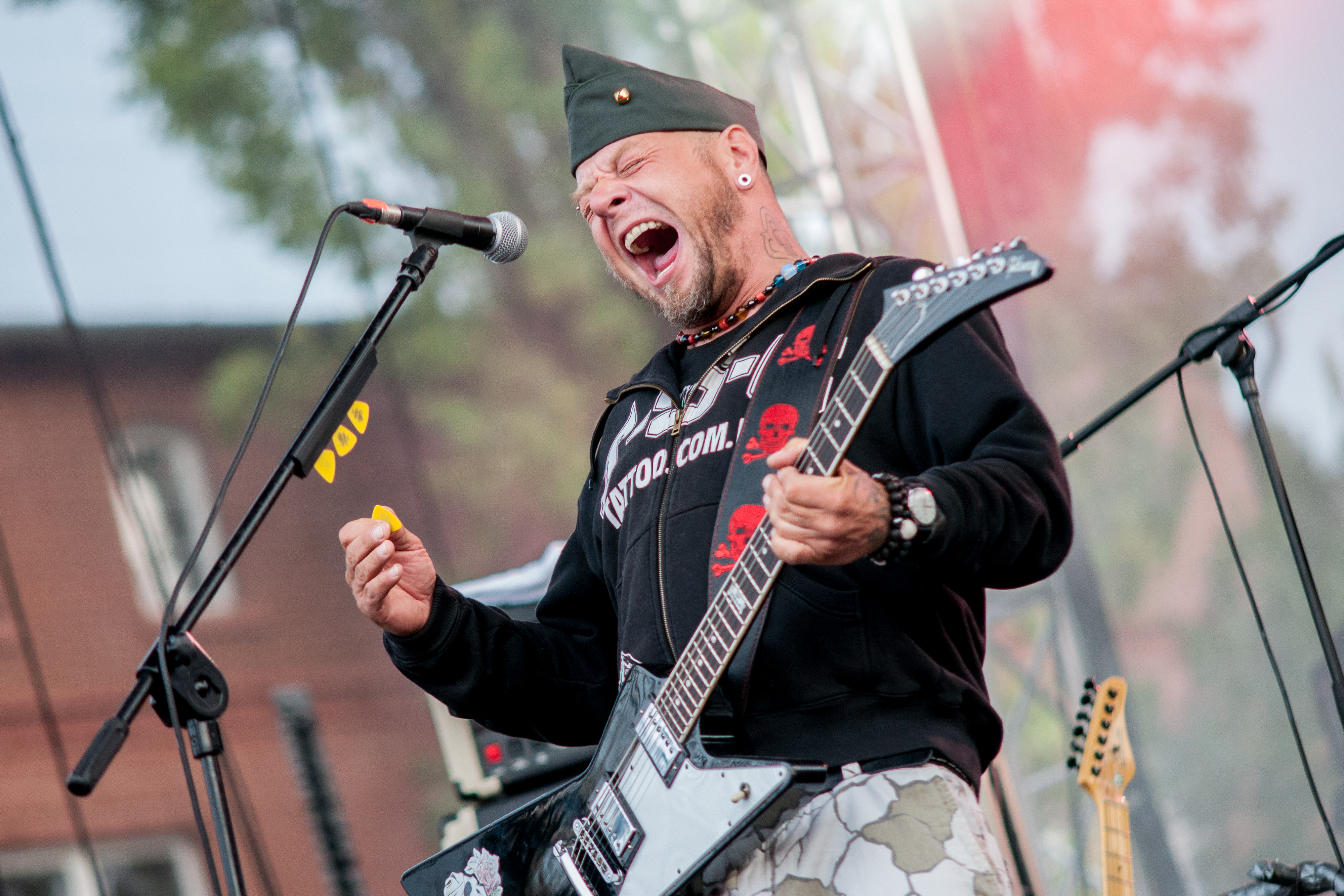
Tomasz Lipnicki, 2016

Tomasz „Lipa” Lipnicki (ur. 26 sierpnia 1969 w Gdańsku) – polski muzyk, kompozytor, wokalista i autor tekstów, gitarzysta. Członek Akademii Fonograficznej Związku Producentów Audio-Video (ZPAV). Trzykrotny laureat nagrody polskiego przemysłu fonograficznego „Fryderyk”.
Tomasz Lipnicki znany jest przede wszystkim z występów w grupie muzycznej Illusion, w której występuje z przerwami od 1992 do dziś. W zespole pełnił funkcję lidera, wokalisty, autora tekstów i głównego kompozytora. Wcześniej grał w zespołach She i Skawalker. W 2000 utworzył solowy projekt pod nazwą Lipali, przekształcony w latach późniejszych w zespół. Przez krótki okres był także członkiem Acid Drinkers.

## Życiorys
W 1986 wraz z perkusistą Radosławem Zblewskim i basistą Ireneuszem Mazurkiem tworzy zespół She. Formacja ta nagrała dwie płyty: Miejsce, którego wszyscy szukamy... i anglojęzyczną Big City Lights.  W 1992 Lipnicki pojawił się na krótko w składzie zespołu Skawalker, którego liderem był Grzegorz Skawiński.
Dwa lata później, po rozwiązaniu się She pojawił się na scenie ze swoim najbardziej znanym projektem, zespołem Illusion, założonym wraz z gitarzystą Jerzym Rutkowskim oraz perkusistą Pawłem Herbaschem. Kilka miesięcy później do grupy dołączył basista Jarek Śmigiel. W 1995 i 1996 Lipnicki był nominowany do nagrody „Fryderyk” '95, '96 w kategorii „wokalista roku”. Nagrał z Illusion siedem płyt, w tym jedną płytę koncertową i jedną kompilację The Best of Illusion. W 2017 zespół obchodził 25-lecie istnienia.
W 2000 zaprezentował swój kolejny projekt pod nazwą Lipali, który przekształcił się w zespół w stałym składzie: Tomasz Lipnicki, Adrian Kulik, Łukasz Jeleniewski pod koniec 2003. Od marca 2003 do maja 2004 występował w Acid Drinkers i nagrał z tym zespołem nagrodzoną „Fryderykiem” płytę Rock Is Not Enough. Uczestniczył ponadto w nagraniach zespołów Flapjack, Karmacoma oraz Ametria.
W 2008 został uhonorowany „Fryderykiem” w kategorii „wokalista roku”. W 2008 nagrał piosenkę Każda chwila promująca ogólnopolską kampanię społeczno-edukacyjną pt. „Hospicjum to też życie”. Pomysłodawcą kampanii był Fundacja Hospicyjna. W utworze Każda chwila wraz z Tomaszem Lipnickim śpiewa również Krystyna Prońko. W lutym 2010 uzyskał nominację do nagrody polskiego przemysłu fonograficznego „Fryderyk” w kategorii „kompozytor roku”.
Muzyk używa gitar firmy Dean, wzmacniaczy, kolumn gitarowych i kabli instrumentalnych firmy Laboga, Schecter oraz Samick.
W 2021 ukazała się książka pt. Jeżozwierz, stanowiąca wywiad-rzekę z Tomaszem Lipnickim (współautor: Przemysław Łucyan – gitarzysta grupy Hostia). W tym samym roku ukazała się solowa płyta muzyka pt. Dźwięki słowa.

## Życie prywatne
Wychowany w gdańskim Nowym Porcie, gdzie zamieszkuje. Żonaty, ojciec dwojga dzieci. Zadeklarowny ateista.

## Dyskografia
- She – Miejsce, którego wszyscy szukamy... (1989, Arston)[14]
- She – Big City Lights (1990, Up Music Limited)[15]
- Flapjack – Ruthless Kick (1994, Metal Mind Productions, gościnnie)[16]
- Acid Drinkers – Infernal Connection (1994, Mega Czad, gościnnie)[17]
- Liroy – L (1997, BMG Ariola Poland, gościnnie)[18]
- Voo Voo – Flota zjednoczonych sił (1997, Warner Music Poland, gościnnie)[19]
- Ahimsa – Hokus Pokus (1997, Intersonus, gościnnie)[20]
- Grzegorz Skawiński – Ostatnia misja (ścieżka dźwiękowa, 2000, Sony Music, gościnnie)[21]
- Liroy – Bestseller (2001, BMG Ariola Poland, gościnnie)[20]
- HaDwaO i Przyjaciele – Serce sercu (2001, b.d., gościnnie)[20]
- Karmacoma – Odyseja 2001 czyli pamiętnik znaleziony w studni (2001, Universal Music Polska, gościnnie)[22]
- Acid Drinkers – Rock Is Not Enough (2004, Sony Music)[23]
- Ametria – Piątek3nastego (2004, New Project Production, gościnnie)[24]
- Martyna Jakubowicz – Te 30. urodziny (2008, Agora, gościnnie)[25]

## Filmografia
- Historia polskiego rocka: Teoria hałasu (2008, film dokumentalny, reżyseria: Leszek Gnoiński, Wojciech Słota)